# Alcides
Alcides — род бабочек из семейства Урании.

## Виды
Согласно работе Роберто Винчигуэрре (Roberto Vinciguerra, 2007) систематика этого рода является дискутабельной, а некоторые таксоны остаются неопределенными. По этой причине классификация определенных видов или подвидов может подвергнуться исправлению в будущем.
- Alcides agathyrsus Kirsch, 1877
- Alcides aruus Felder, 1874
- Alcides aurora Salvin e Godman, 1877
- Alcides cydnus Felder, 1859
- Alcides leone Vinciguerra, 2007
- Alcides metaurus Hopffer, 1856 (= Alcides zodiaca, Butler)
- Alcides orontes (Linnaeus, 1763)(= Alcides orontiaria, Hübner)
- Alcides privitera Vinciguerra, 2007

- Alcides argyrios Gmelin, 1788
- Alcides arnus Felder & Rogenhofer, 1874
- Alcides boops Westwood, 1879
- Alcides coerulea Pfeiff., 1925
- Alcides latona Druce, 1886
- Alcides liris Felder, 1860
- Alcides pallida Pfeiff., 1925
- Alcides passavanti Pfeiff., 1925
- Alcides ribbei Pagenstecher, 1912
- Alcides sordidior Rothschild, 1916